# رافائل گاررالدا
رافائل گاررالدا (اسپانیایی: Rafael Garralda‎؛ زادهٔ ۲۱ ژانویهٔ ۱۹۵۶) بازیکن هاکی روی چمن اهل اسپانیا بود.